# ريك فيشر
ريك فيشر (بالإنجليزية: Rick Fisher)‏ هو لاعب كرة مضرب أمريكي، ولد في 29 مارس 1951 في إيفانستون في الولايات المتحدة.

## وصلات خارجية
- ريك فيشر على موقع رابطة محترفي التنس (الإنجليزية)
- ريك فيشر على موقع الاتحاد الدولي لكرة المضرب (الإنجليزية)
- ريك فيشر على موقع بطولة ويمبلدون (الإنجليزية)
- ريك فيشر على موقع خلاصة التنس.كوم (الإنجليزية)